# Beachy Head

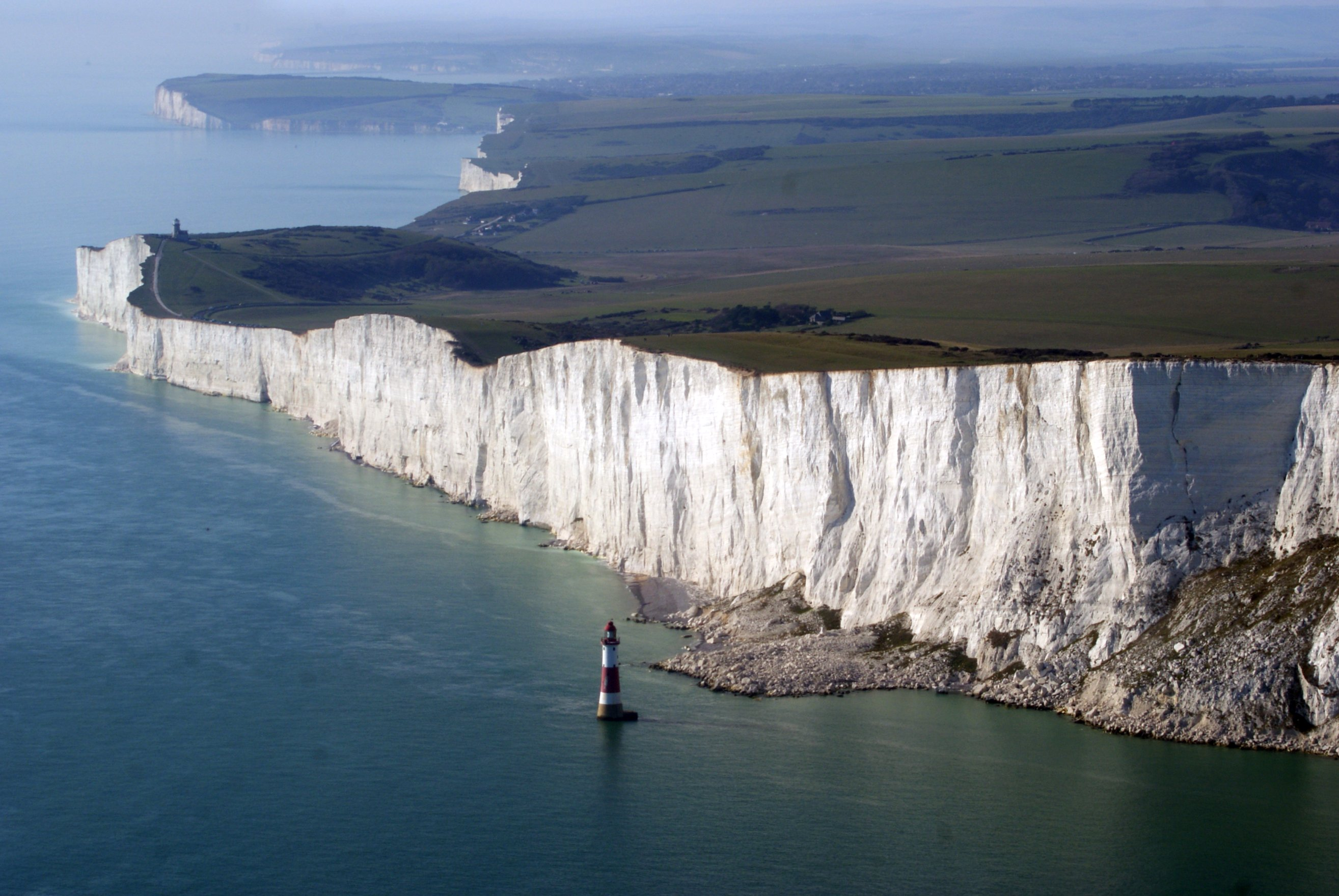
Vista aérea

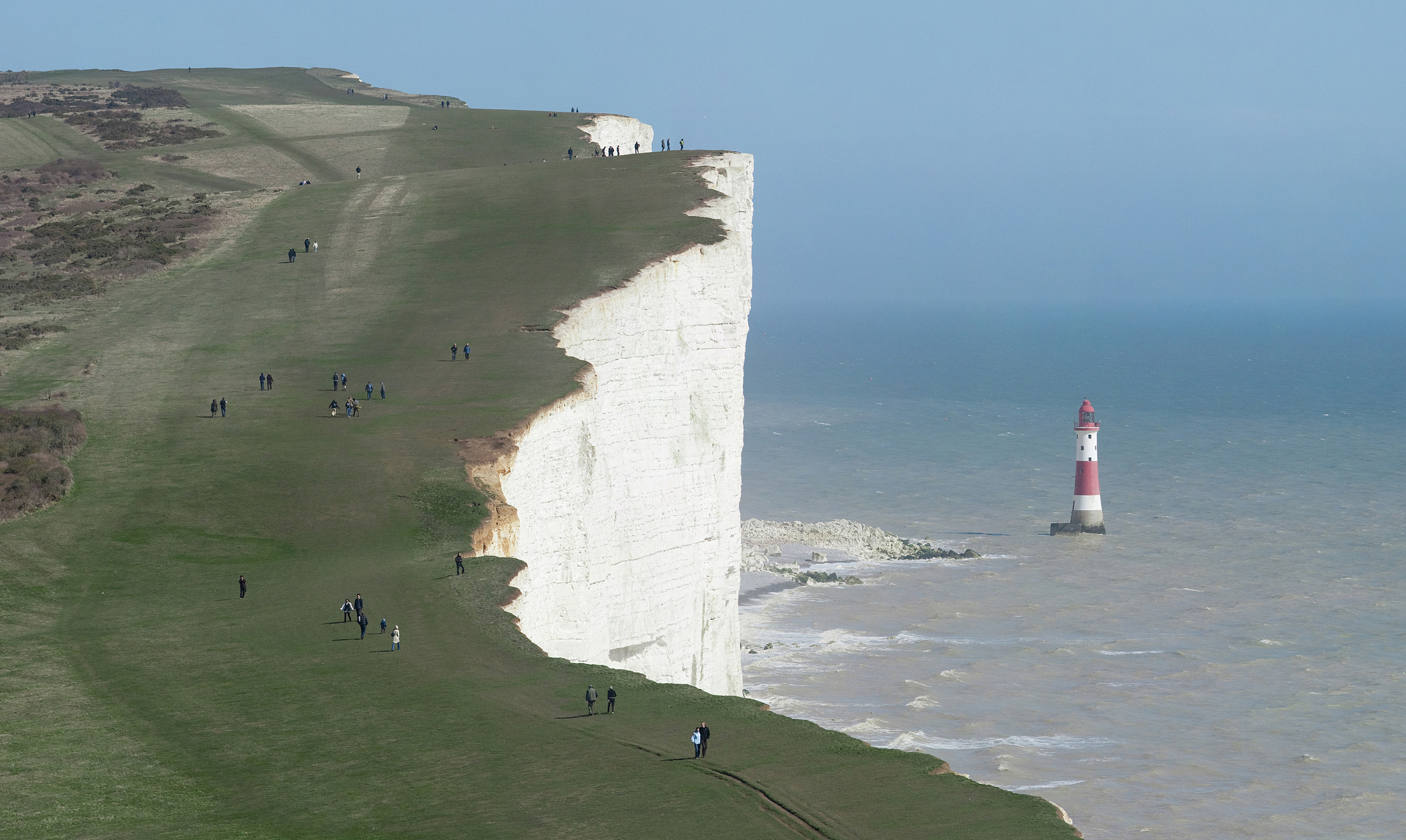
Vista do oeste, próximo a Birling Gap, para os penhascos de Beachy Head e para o farol.

Beachy Head é um cabo de giz ao sul da Inglaterra, perto da cidade de Eastbourne, no condado de East Sussex, imediatamente ao leste de Seven Sisters. Está localizada na área administrativa do Conselho de Eastbourne, ao qual pertence a região. O penhasco de Beachy Head é o mais alto penhasco marítimo de giz da Grã Bretanha, se elevando a 162 metros do nível do mar. O pico proporciona vistas para a costa sudeste de Dungeness (a leste) a Sealsey Bill (a oeste). Sua altura fez com que se tornasse um dos pontos de suicídio mais famosos do mundo.
Há uma estimativa de 20 mortes por ano em Beachy Head.
As cinzas do cientista social e filósofo alemão Friedrich Engels, um dos pais do Comunismo, foram lançadas ao Canal da Mancha dos penhascos de Beachy Head, como ele havia solicitado.